# HD22402
HD22402 — хімічно пекулярна зоря спектрального класу B8, що має видиму зоряну величину в смузі V приблизно  6,4.
Вона  розташована на відстані близько 829,9 світлових років від Сонця.